# Track racing
Track racing är i Sverige ett samlingsnamn för sportgrenarna speedway, isracing, gräsbana, långbana och flat track.
Det nationella förbundet är Svenska Motorcykel- och Snöskoterförbundet (Svemo) som organiserar alla som vill träna och tävla med motorcykel och snöskoter. Svemo godkänner banor, skriver regler och säljer licenser till förare och funktionärer.